# Cipacing (Jatinangor)
Cipacing is een bestuurslaag in het regentschap Sumedang van de provincie West-Java, Indonesië. Cipacing telt 15.700 inwoners (volkstelling 2010).